# Festuca kuprijanovii
Festuca kuprijanovii là một loài thực vật có hoa trong họ Hòa thảo. Loài này được Chus. mô tả khoa học đầu tiên năm 1998.